# صائدة ألغام

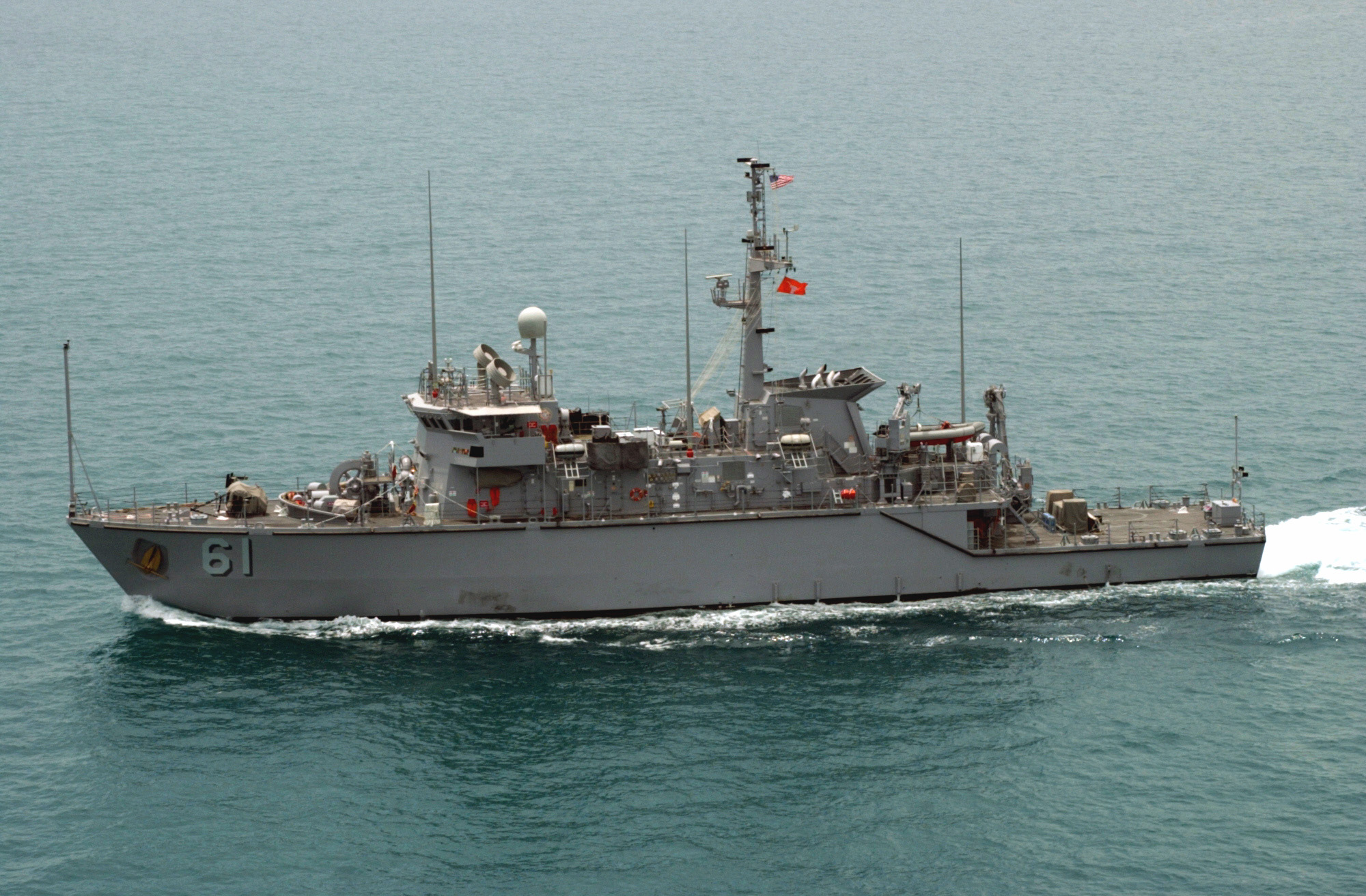
صائدة ألغام تابعة للبحرية الأمريكية

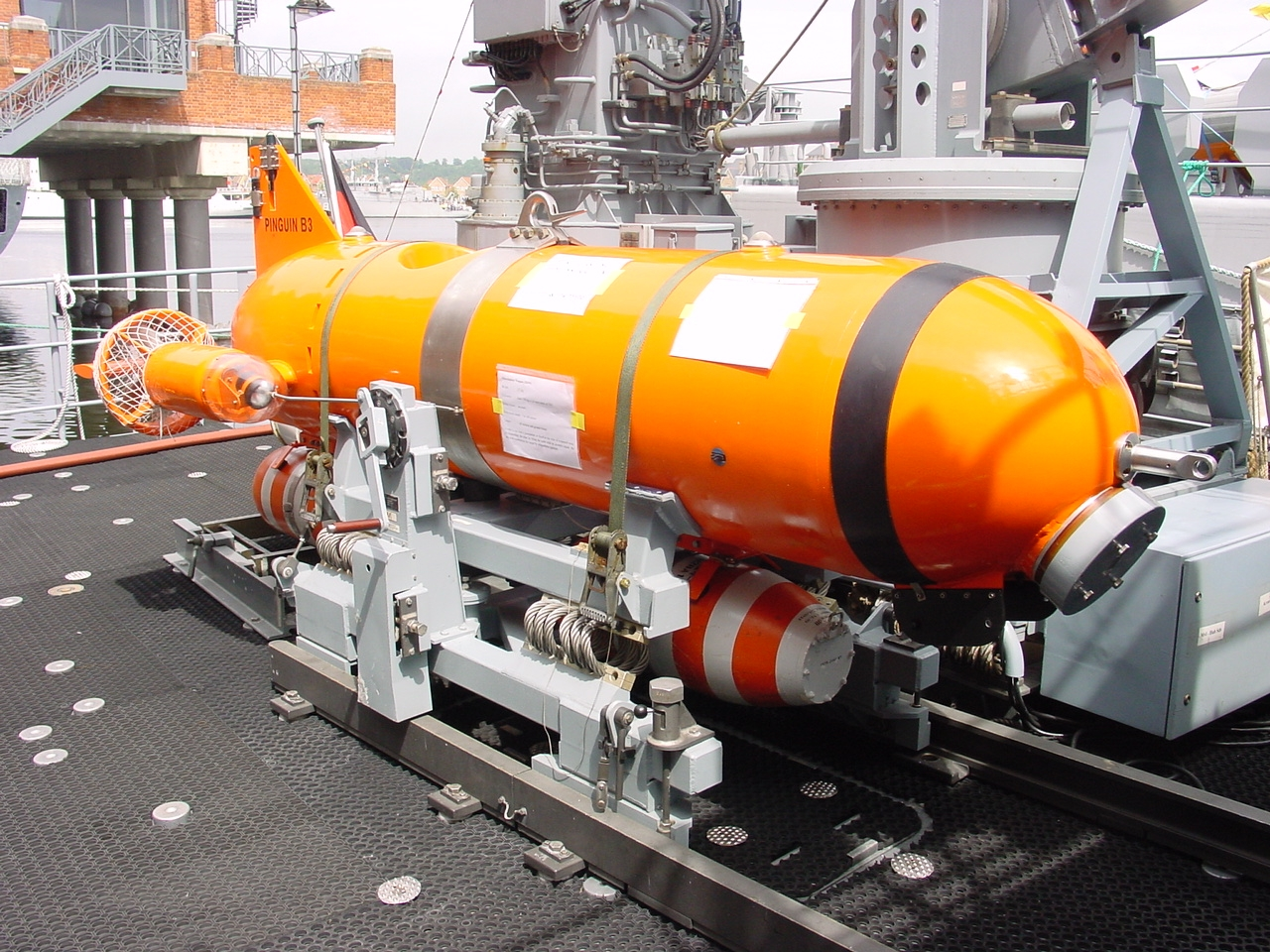
صائدة الألغام (ROV) التابعة للبحرية الألمانية زودت بعبوات ناسفة تحت الجسم الرئيسي لتفجير الألغام

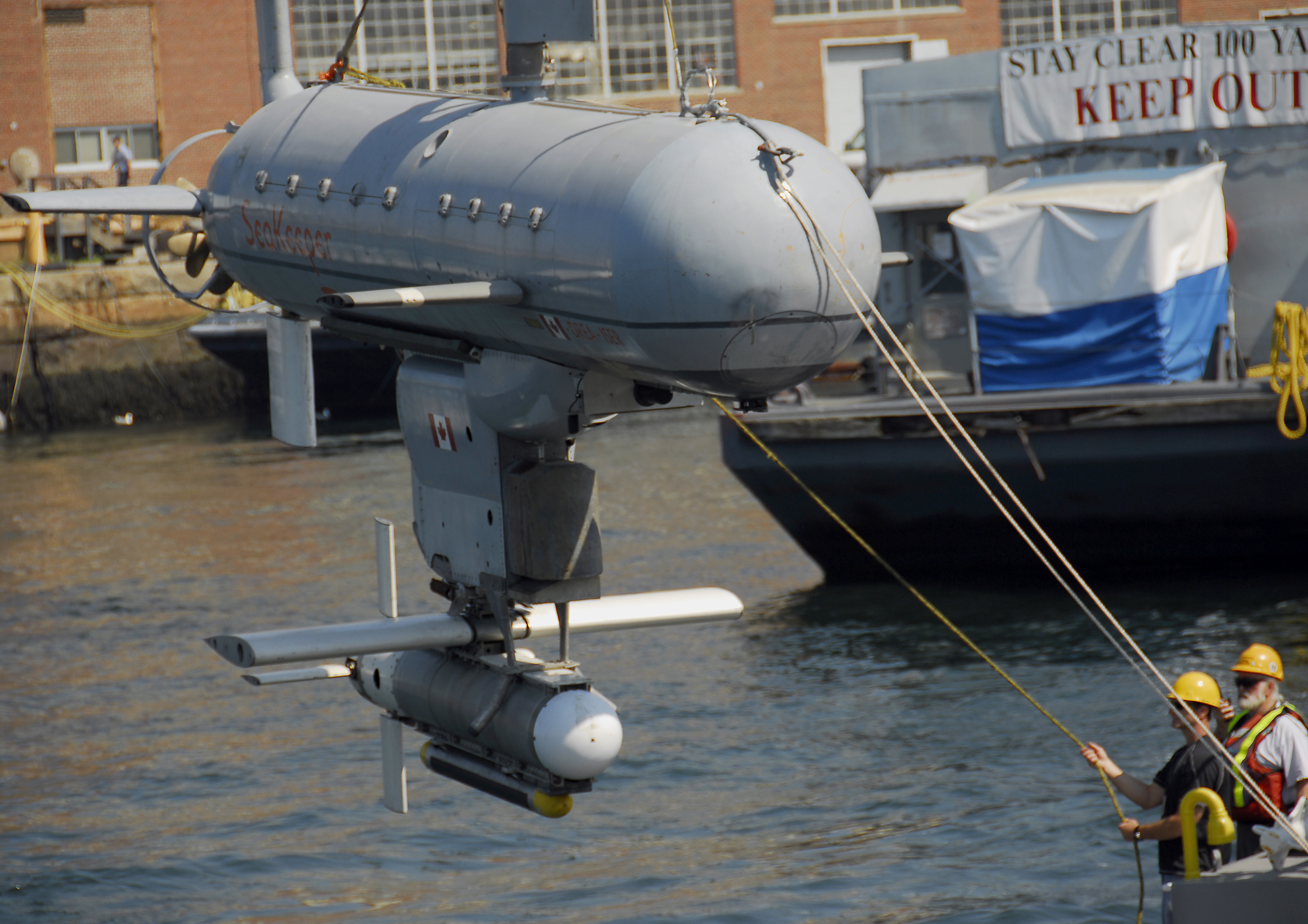
باحث عن الألغام البحرية (ROV) تابع للبحرية الكندية

صائدة ألغام (بالإنجليزية: minehunter)‏ هي سفينة قوات بحرية، تقوم بمهام اكتشاف وتدمير الألغام البحرية. من ناحية أخرى، فأن مهام كاسحات الألغام (بالإنجليزية: Minesweeper)‏ هي تنظيف المناطق الملغومة الواضحة ككل، بدون الكشف المسبق عن الألغام. أما السفينة التي تجمع بين كل هذه الأدوار فأنها تعرف بـ «سفينة مضادة للألغام» (بالإنجليزية: mine countermeasures vessel)‏ واختصاراً (MCMV).

## وصف
تستخدم صائدة الألغام التصوير بالسونار للكشف وتصنيف الأهداف ومن ثم يتم أرسال الغواصين أو المركبات التي تشغل عن بعد لفحص وتحييد التهديد، وغالبا ما تستخدم متفجرات صغيرة لتفجير الألغام عن بعد.